# Француз (фильм, 2004)
«Француз» — российская новогодняя комедия 2004 года, повествующая о случившейся под новый год встрече французского аристократа и скромной переводчицы из провинциального российского городка. Был номинирован на Национальную кинопремию «Золотой орел» за 2004 год в категории «Лучший мини-сериал».

## Сюжет
Потомственный французский барон Поль Де Руссо (Тьерри Монфрей) переписывается с Ириной — девушкой из России (Екатерина Вуличенко), на которую вышел его камердинер Гийом (Бернар Пассави) при помощи брачного агентства. Случайно встретившись с переводчицей Аней (Мария Голубкина), он выясняет: письма, которые приходили от имени Ирины, в действительности писала Анна от себя. Анна — выпускница МГУ (Москва), после его окончания вернувшаяся в родной город - Глухая Потьма. Поль основательно влюбляется в Анну и пытается добиться её любви. Что только не случается с бароном в России: из богатого дворянина умелыми  стараниями поездных воров он превращается в бомжа, затем получает в подарок ёлку, которую впоследствии забирает старушка, учится пить водку на спор, отыскивает любовь всей жизни, отбивает её у жениха (Гарик Сукачёв) и увозит в Париж (Франция) любимую девушку и всех своих новых русских друзей.

## В ролях
| Актёр               | Роль                                                  |
| ------------------- | ----------------------------------------------------- |
| Мария Голубкина     | Анна                                                  |
| Тьерри Монфрей      | Поль                                                  |
| Гарик Сукачёв       | жених Анны Лёнчик — дальнобойщик                      |
| Екатерина Вуличенко | Ирина Кузнецова русская подруга по переписке (Россия) |
| Станислав Дужников  | Толик                                                 |
| Михаил Ефремов      | Карпенко – полковник милиции                          |
| Геннадий Сайфулин   | генерал-полковник милиции, начальник Карпенко         |
| Бернар Пассави      | камердинер Поля Гийом                                 |
| Нина Русланова      | мать Анны                                             |
| Сергей Попов        | отец Анны                                             |
| Дмитрий Орлов       | милиционер                                            |
| Инга Оболдина       | проводница Тамара                                     |
| Ирина Рахманова     | попутчица Поля в поезде                               |
| Павел Деревянко     | попутчик Поля в поезде                                |

## Дистрибуция
Фильм снимался по заказу телеканала ТВС, который был отключен от эфира в июне 2003 года. В связи с этим проект был куплен «Первым каналом», где 7 января 2004 года и состоялась его премьера. В дальнейшем фильм неоднократно транслировался в новогодние (а иногда и майские) праздники различными телеканалами, как в России, так и в странах СНГ.